# Liste des ZNIEFF du Rhône
Cette liste recense les sites classés Zones naturelles d'intérêt écologique, faunistique et floristique de la circonscription départementale du Rhône, en France. Cette circonscription regroupe deux collectivités territoriales, le département du Rhône et la métropole de Lyon.

## Statistiques
Le département du Rhône et la métropole de Lyon comptent à eux deux 142 sites classés Zones naturelles d'intérêt écologique, faunistique et floristique

## Liste des sites
- Abords du col de Crie
- Affluents de la Turdine
- Ancienne sablière de Lancié
- Bassin de Miribel-Jonage
- Bassin du Grand Large
- Bassin versant et vallée du Trésoncle, Crêt d'Arjoux
- Bocage de la Salle et bois des Serpeux
- Bocage de Saint Jacques-des-Arrêts
- Bocage des Flaches
- Bocage du bois Baron
- Bocage et forêts du nord d’Ouroux
- Bocage et paysages agricoles de Marcenod et Saint Christo-en-Jarez
- Bois Baron
- Bois Châtelard, bois des Roches, mont Narcel et leurs environs
- Bois de Malatray
- Boisements et prairies humides de la Goutte noire
- Carrière de Vindry
- Carrière du Garon
- Carrières de Glay et bois des Oncins
- Carrières de Légny
- Col du fût d'Avenas
- Combe de Morin
- Combe du Sornin
- Costière du Bois de Laie
- Côtière de Rillieux
- Côtière de Saint Romain-en-Gal
- Cressonnières de Simandres et Saint Symphorien d'Ozon
- Crêt de la Poipe, bois du Boula
- Crêts de Remont et Bansillon
- Croix des Essards
- Environs du cimetière de Duerne
- Escarpement des Guettes
- Etang de Béard
- Flanc est du col de Gerbet
- Forêt à la croix des Trèves
- Forêt de la Nuizière
- Goutte du Soupat
- Gravières de Berlay et de Pierre blanche
- Grotte de Tupinier et ses environs
- Grotte et aqueduc de Saint Trys
- Grottes et caborne des carrières de Chessy
- Haute-Azergues et ses affluents
- Haute-Rivoire, zone de La Bourrie
- Haute-Rivoire, zone de La Ronze
- Île Barley
- Île du Beurre et île de la chèvre
- Île Roy
- Îles et prairies de Quincieux
- Landes de Chassagne et de Servigny
- Landes de Jurieux et des Roches de Marlin
- Landes de la Bruyère
- Landes du Haut-Beaujolais
- Lit majeur de la Saône
- Lône des Arborats
- Mare de Drevet
- Mare des Rochettes
- Mares des Rousses
- Massif du crêt Montmain et secteur de Bernay
- Milieux alluviaux et lône de la Ferrande
- Milieux alluviaux et lône de la Négria
- Mine de Propières
- Mine du Verdy
- Mines de Longefay
- Mines des Brosses
- Mines du bout du monde
- Mont Saint-Rigaud
- Montet - Grand Mont
- Monts des Michels
- Moyenne vallée de l'Yzeron
- Moyenne vallée de l’Azergues et vallée du Saonan
- Parc de Lacroix-Laval
- Partie haute du ruisseau de la Coise
- Partie sommitale du mont Tourvéon
- Pâturages du Cruzols
- Pelouses de l’aérodrome de Villefranche-Tarare
- Pelouses de Montlis
- Pelouses et boisements de Chasselay
- Pelouses et boisements de l’est des monts d’Or
- Plaine des Grandes terres
- Plateau de Berthoud
- Prairie de la Feyssine
- Prairie du Tupinier
- Prairie humide de la Rosette
- Prairie humide voisine du Rhône
- Prairies alluviales de Bourdelan
- Prairies de l'aérodrome de Lyon-Corbas
- Prairies de l'aéroport de Lyon Saint Exupéry
- Prairies de la Condamine
- Prairies de la Soufrière
- Prairies de Lentilly
- Prairies de Pusignan
- Prairies de Sainte Consorce
- Prairies des Echirayes et de la Roche
- Prairies des Rousses
- Prairies du Trève
- Prairies inondables de Dracé
- Prairies sèches de Poleymieux-au-Mont-d'Or
- Près humides du Ramier
- Ravin de l’Alleau
- Ravins du bois d’Ars et leurs environs
- Rivière de l'Ardières
- Rivière de la Grosne orientale et ses affluents
- Rivière de l’Ardières et ses affluents
- Ruisseau d'Orjolle
- Ruisseau de Changy
- Ruisseau de la Drioule
- Ruisseau de la Grosne
- Ruisseau de la Petite Grosne
- Ruisseau de la Platte et ses abords
- Ruisseau de Marchampt
- Ruisseau de Nizy
- Ruisseau de Propières
- Ruisseau de St Didier sur Beaujeu
- Ruisseau des Ardilleys
- Ruisseau des planches et ses affluents, mines de Monsols
- Ruisseau du bois de la Lune
- Ruisseau du Conan
- Ruisseau du Pelot
- Ruisseau du Rançonnet et ses affluents
- Ruisseau du Rosson
- Ruisseau du Sornin et ses affluents
- Ruisseau du Vernay
- Ruisseaux de Moulin Piquet et de Fontbonne
- Tourbière du Couty
- Tourbière du Suchet
- Vallée de la Reins
- Vallée du Garon
- Vallée du Mézerin et crêts des Moussières
- Vallon de Givors
- Vallon de Sérézin du Rhône
- Vallon des planches
- Vallon du Bozançon
- Vallon du Godivert
- Vallon du Rossand
- Vallon du Torrachin
- Vallons d'affluents de la Brévenne
- Vallons des environs de Vaugneray
- Vallons en rive droite du Rhône entre Sainte Colombe et Condrieu
- Vieux Rhône entre Pierre Bénite et Grigny
- Zone humide de Bagnols
- Zones humides et landes de Montagny